# Jean-Marie Cuoq

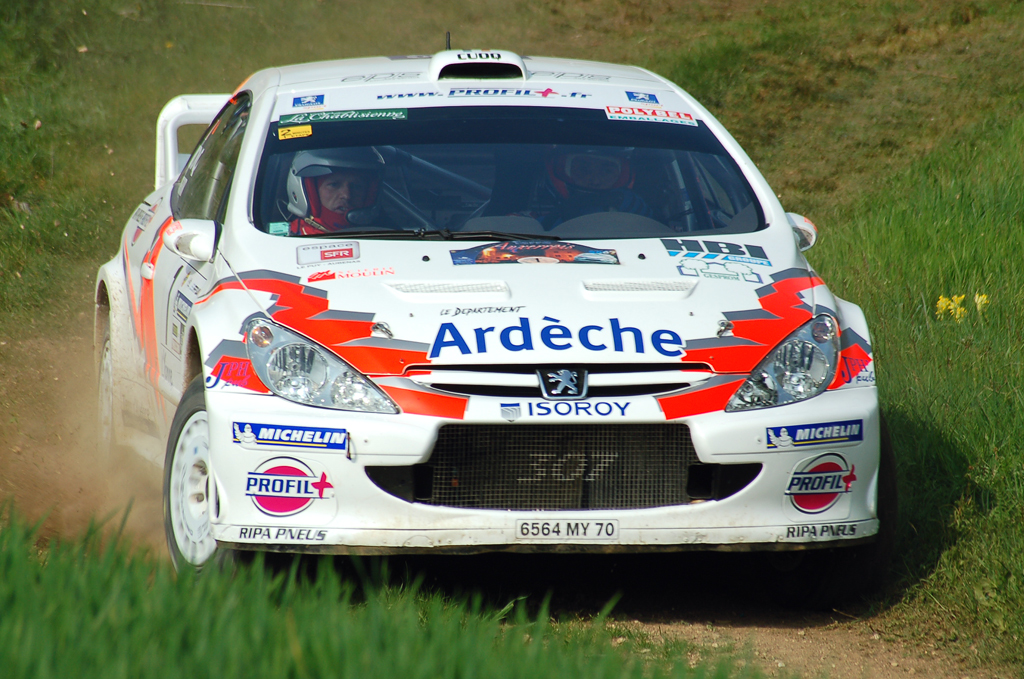
Jean-Marie Cuoq 2007 mit einem Peugeot 307 WRC

Jean-Marie Cuoq (* 21. September 1968) ist ein mehrfacher französischer Rallyemeister.

## Karriere

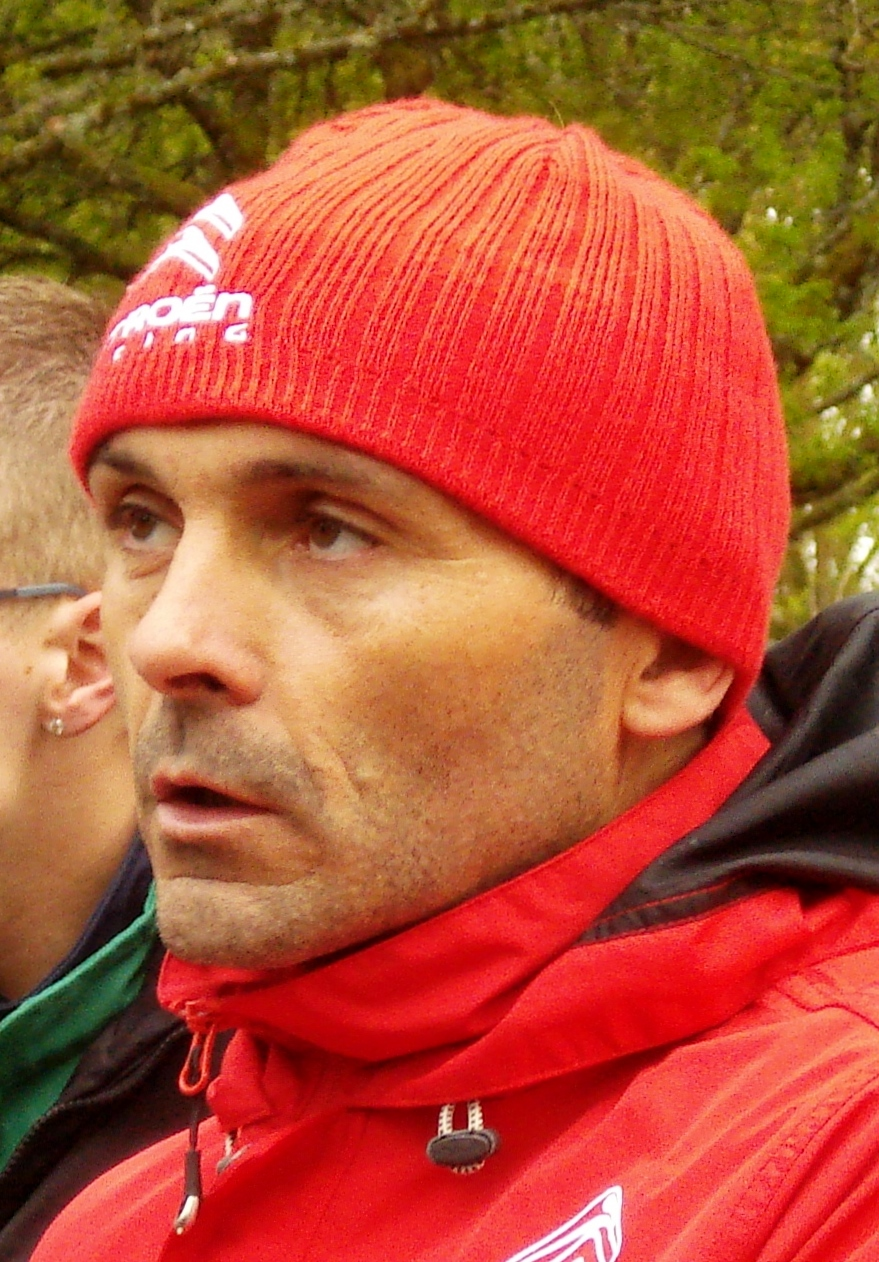
Jean-Marie Cuoq (2013)

Cuoq begann seine Karriere in den nationalen Meisterschaften Coupe de France und  Trophée Ferodo
Jean-Marie Cuoq gewann die französische Schotter-Rallyemeisterschaft 2005, 2006, 2007 und 2010. Im Jahr 2007 gewann er ebenfalls die französische Asphalt-Rallyemeisterschaft. 2008 wurde ihm dieser Titel aberkannt, da die Rennfahrer-Lizenz von Cuoq, und die seines Copiloten David Marty, für 24 Monate gesperrt wurde. Grund war die wiederholte Ausführung unerlaubter Erkundungsfahrten bei der französischen Rallye-Meisterschaft 2007 und die Mitnahme eines Aufschriebs aus dem Vorjahr bei der Rallye du Var 2007.
Mit seinem Debüt in der Rallye-Weltmeisterschaft in der Saison 2007 erreichte Cuoq, mit einem privat eingesetzten Peugeot 307 WRC, Platz neun bei der Rallye Monte Carlo. Bei seinem zweiten WM-Einsatz im darauffolgenden Jahr belegte er bei derselben Veranstaltung im Peugeot 307 WRC den siebenten Gesamtrang und erzielte, als bestplatzierter Privatier, dabei zwei Weltmeisterschaftspunkte. In der Saison 2010 nahm er, wieder mit einem privat eingesetzten Peugeot 307 WRC, an einem einzelnen Lauf der Rallye-Weltmeisterschaft teil und fuhr die Rallye Portugal, schied dabei jedoch aus. Im gleichen Jahr startete Cuoq wieder in der französischen Schotter-Rallyemeisterschaft und gewann dort einige Rallyes und den Titel.

## Erfolge
- Meister der französische Schotter-Rallyemeisterschaft 2005, 2006, 2007, 2010, 2013, 2014, 2015 und 2016
- Meister der französischen Asphalt-Rallyemeisterschaft 2012 und 2015 (2007 aberkannt)